# Лоче (Брежице)
Лоче (словен. Loče) су насељено место у општини Брежице, Посавска регија, Словенија.

## Историја
До територијалне реорганизације у Словенији било је у саставу старе општине Брежице.

## Становништво
У попису становништва из 2011. године, Лоче је имало 212 становника.
| Број становника према пописима | Број становника према пописима | Број становника према пописима |
| ------------------------------ | ------------------------------ | ------------------------------ |
| 1991                           | 2002                           | 2011                           |
| 260                            | 231                            | 212                            |

Напомена: Године 2018. промењена је граница и подручје насеља Лоче, што је последица поравнања државне границе између Словеније и Хрватске.